# Niemand (Band)
Niemand ist eine 2004 in Johannesburg (Provinz Gauteng) gegründete südafrikanische Rockband.
Die Singles Words und Simple Truth sowie ihr Debütalbum Reborn erreichten die Spitzen der Charts.
Benannt ist die Band nach Joe Niemand, dem Sänger und Songschreiber der Band.

## Diskografie
- 2005: Reborn
- 2008: This Is War
- 2010: Love Scenes from Song of Songs
- 2012: Ek sla nie bang wees nie
- 2013: Genoeg is genoeg